# Löwenmadonna

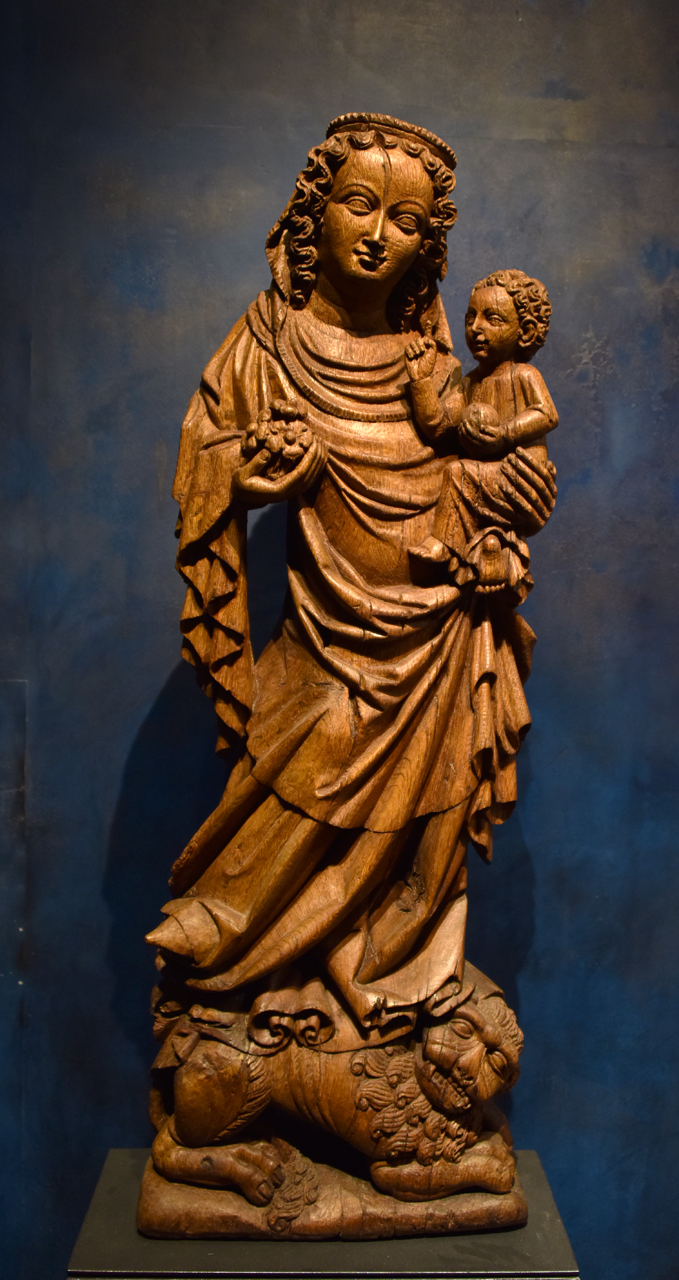
Löwenmadonna aus Klosterneuburg, Nationalgalerie Prag

Löwenmadonna ist ein Begriff aus der Kunstgeschichte, der sich auf eine bestimmte Darstellung der Jungfrau Maria mit dem Jesuskind bezieht, bei der die Madonna von einem oder mehreren Löwen begleitet wird, über dem bzw. denen sie thront. Diese Darstellung ist in der christlichen Ikonographie relativ selten. Die Löwenmadonnen stellen einen Höhepunkt der Mariendarstellung im 14. Jahrhundert dar, wobei den Löwen ein unterschiedlicher Sinngehalt gegeben wird. Der Typus der Löwenmadonna war im 14. Jahrhundert insbesondere im Gebiet des Deutschen Ordens, in Schlesien und in Salzburg verbreitet.

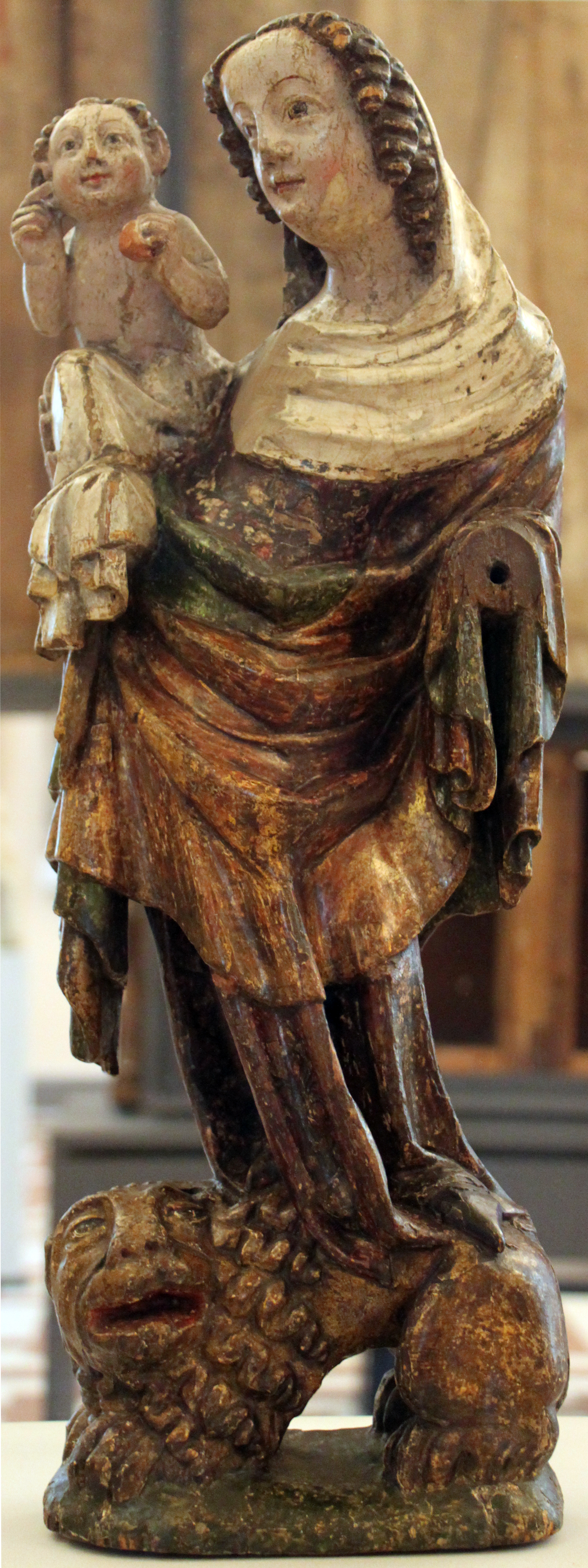
Muttergottes auf dem Löwen, Salzburg, 1345, Skulpturensammlung (Inv. 1/69), Bode-Museum, Berlin

Eine Ausstellung über das seltene Motiv fand 2014 im Bergbau- und Gotikmuseum Leogang statt, bei der unter anderem Leihgaben aus dem Louvre in Paris, der Nationalgalerie Prag und dem Museum für Kunst und Gewerbe in Hamburg zu diesem Thema präsentiert wurden.

## Liste von Löwenmadonnen
- Löwenmadonna aus Hermsdorf (Nationalmuseum Breslau)
- Muttergottes aus St. Matthias in Breslau (Diözesanmuseum in Breslau)
- Muttergottes über dem Löwen aus der Grafschaft Glatz (Germanisches Nationalmuseum in Nürnberg)
- Löwenmadonna, Niddatal-Ilbenstadt, Klosterkirche